# Кизил-кобинська культура
Кизил-кобинська культура — археологічна культура доби фінальної бронзи — раннього заліза, що займає гірські і передгірні райони Криму, пам"ятки датуються XI—ІІІ століттями до н. е.
Назву отримала за місцем першої знахідки біля урочища Кизил-Коба (Червоні печери), (нині на території Сімферопольського району) археологами Глібом Бонч-Осмоловським й Миколою Ернстом у 1921—1924 роках.
Представлена поселеннями і могильниками.
Відомі укріплені поселення дотаврських етапів (Уч-Баш, Кизил-Коба, Сахарна Головка, Алма-Кермен, тощо) та неукріплені невеликі поселення у річкових долинах і могильники кам'яних скринь у горах таврського етапу культури.
Носії цієї культури мешкали у наземних житлах, землянках і напівземлянках, займалися землеробством, скотарством, рибальством і полюванням, знали ремесла. Носіями цієї культури були невідомі народи, що на пізньому етапі отримали в античних грецьких джерелах етнонім таври.

## Вироби
Характеризується ліпним посудом: горщиками, корчагами, мисками, кубками, черпаками, орнаментованими і неорнаментованими. Знаряддя представлені виробами із бронзи, заліза, каменю, кременю, кістки, рогу, кераміки, тощо. Зброя, знайдена на пам'ятках — переважно кістяні, рогові і бронзові наконечники стріл, мечі і кинджали скіфських типів, кам'яні булави, сокири і молоти. У могильниках кам'яних скринь, характерних для таврського періоду культури представлені різноманітні бронзові прикраси, намисто, предмети озброєння і кінського обладунку, тощо.

## Походження
Походження цієї культури дискусійне: при місцевому субстраті білозерської культури на етапі формування простежується потужний імпульс з заходу, де поширені культури фракійського гальштату.
Пізніше за доби раннього заліза превалюють східні впливи з Кавказу й Передкавказзя. На фінальному етапі знову проявляються балканські риси, але найбільший вплив в цей час племена отримували від античних полісів, з якими межували, від яких і отримали легендарну назву.